# Mondkalb
Mondkalb bezeichnet einen dummen Menschen.

## Etymologie
Als Mondkälber wurden im 16. Jahrhundert die Missgeburten von Hausrindern bezeichnet, deren Fehlbildungen man auf einen schädlichen Einfluss des Mondes zurückführte (z. B. Amorphus globosus). Der Ausdruck ist volksetymologisch und hat ursprünglich nichts mit dem Mond zu tun, sondern kommt von dem Wort Mon (= Ungeheuer, Gespenst).

## Rezeption
Als Mondkalb wird in William Shakespeares letztem Drama Der Sturm der wilde, hässliche Caliban angeredet. Den Begriff Mondkalb benutzte auch der Dichter Christian Morgenstern in seinen Galgenliedern (etwa in dem Gedicht Das aesthetische Wiesel). Auf tatsächliche Mondkälber (mooncalves) lässt H. G. Wells in einer ironischen Bedeutungskonkretisierung die erstaunten Protagonisten seines Science-Fiction-Romans Die ersten Menschen auf dem Mond (1901) bei einer Reise zum Mond treffen. Der 1920 veröffentlichte Roman Moon-Calf (Mondkalb) wird oft als Floyd Dells einziger Bestseller bezeichnet.
Das Mondkalb (OT: Way… Way Out!) ist eine US-amerikanische Science-Fiction-Komödie aus dem Jahr 1966. Mondkalb ist ein Film der deutschen Regisseurin Sylke Enders aus dem Jahr 2008.
Unter dem Titel Mondkalb – Zeitschrift für das organisierte Gebrechen erscheint in Berlin seit Mai 2007 eine Zeitung, die den Begriff ironisch aufnimmt.